# Episodi di Call Me Fitz (prima stagione)
La prima stagione della serie televisiva Call Me Fitz è andata in onda in Canada sul canale HBO Canada dal 19 settembre 2010 al 5 dicembre 2010.
In Italia la prima stagione è trasmessa dal 13 gennaio al 24 febbraio 2011 sul canale pay Sky Uno, della piattaforma Sky. In chiaro va in onda dal 9 settembre 2011 su Cielo.
| nº | Titolo originale                                 | Titolo italiano            | Prima TV Canada   | Prima TV Italia  |
| -- | ------------------------------------------------ | -------------------------- | ----------------- | ---------------- |
| 1  | The Pilot                                        | Pilot                      | 19 settembre 2010 | 13 gennaio 2011  |
| 2  | Loco                                             | Pazzo                      | 19 settembre 2010 | 13 gennaio 2011  |
| 3  | Mama                                             | La mamma è sempre la mamma | 26 settembre 2010 | 20 gennaio 2011  |
| 4  | Long Con Silver                                  | Riunione di famiglia       | 3 ottobre 2010    | 20 gennaio 2011  |
| 5  | The Back End                                     | Buon compleanno            | 10 ottobre 2010   | 27 gennaio 2011  |
| 6  | Going Down Syndrome                              | Sesso sfrenato             | 17 ottobre 2010   | 27 gennaio 2011  |
| 7  | The Diving Bell and the Barbara                  | Nozze a sorpresa           | 24 ottobre 2010   | 3 febbraio 2011  |
| 8  | Married to the Mom                               | Sposato con la mamma       | 31 ottobre 2010   | 3 febbraio 2011  |
| 9  | The Upside of Matricide                          | Grazie mamma               | 7 novembre 2010   | 10 febbraio 2011 |
| 10 | The Kidney Stays in the Picture                  | Fare del bene              | 14 novembre 2010  | 10 febbraio 2011 |
| 11 | This Business Has Been Homicide Free for... Days | Sotto tiro                 | 21 novembre 2010  | 17 febbraio 2011 |
| 12 | Honesty, Integrity and Low Mileage: Part 1       | Tutti contro Fitz          | 28 novembre 2010  | 17 febbraio 2011 |
| 13 | Honesty, Integrity and Low Mileage: Part 2       | Sotto processo             | 5 dicembre 2010   | 24 febbraio 2011 |

## Pilot
- Titolo originale: The Pilot
- Diretto da: Scott Smith
- Scritto da: Sheri Elwood, Tracy Dawson, Heidi Gerber

## Pazzo
- Titolo originale: Loco
- Diretto da: Scott Smith
- Scritto da: Sheri Elwood, Dennis Heaton

## La mamma è sempre la mamma
- Titolo originale: Mama
- Diretto da: Scott Smith
- Scritto da: Sheri Elwood

## Riunione di famiglia
- Titolo originale: Long Con Silver
- Diretto da: Scott Smith
- Scritto da: Pat Bullard

## Buon compleanno
- Titolo originale: The Back End
- Diretto da: James Genn
- Scritto da: Ari Posner

## Sesso sfrenato
- Titolo originale: Going Down Syndrome
- Diretto da: James Genn
- Scritto da: Steven Cragg, Dennis Heaton

## Nozze a sorpresa
- Titolo originale: The Diving Bell and the Barbara
- Diretto da: Scott Smith
- Scritto da: Adriana Maggs

## Sposato con la mamma
- Titolo originale: Married to the Mom
- Diretto da: Shawn Thompson
- Scritto da: Heidi Gerber

## Grazie mamma
- Titolo originale: The Upside of Matricide
- Diretto da: Shawn Thompson
- Scritto da: Dennis Heaton

## Fare del bene
- Titolo originale: The Kidney Stays In The Picture
- Diretto da: Jason Priestley
- Scritto da: Ari Posner

## Sotto tiro
- Titolo originale: This Business Has Been Homicide Free for X Days
- Diretto da: Jason Priestley
- Scritto da: Adriana Maggs, Jeff Detsky

## Tutti contro Fitz
- Titolo originale: Honesty, Integrity and Low Mileage: Part 1
- Diretto da: James Genn
- Scritto da: Tracy Dawson, Sheri Elwood

## Sotto processo
- Titolo originale: Honesty, Integrity, And Low Mileage: Part 2
- Diretto da: James Genn
- Scritto da: Sheri Elwood, Dennis Heaton